# Crescimento natural
O crescimento natural  é a diferença entre a natalidade e a mortalidade, geralmente ele é expresso pela taxa de crescimento natural, calculada subtraindo a taxa de natalidade pela taxa de mortalidade . O crescimento natural pode ser:
- Elevado: Quando o número de nascimentos é maior que o de mortes.
- Reduzido: Quando o número de nascimentos é menor que o de mortes.
- Nulo: Quando o número de nascimentos é igual ao de mortes.